# Psilosticha argillea
Psilosticha argillea är en fjärilsart som beskrevs av Turner 1947. Psilosticha argillea ingår i släktet Psilosticha och familjen mätare. Inga underarter finns listade.